# Ranpo Edogawa
Ranpo Edogawa (江戸川乱歩, Edogawa Ranpo), pseudonimo di Tarō Hirai (平井太郎, Hirai Tarō) (Nabari, 21 ottobre 1894 – Ikebukuro, 28 luglio 1965), è stato uno scrittore e critico letterario giapponese.
Scrisse numerosi romanzi e racconti gialli: il detective Kogoro Akechi è il protagonista delle sue storie. Il suo nome viene occasionalmente traslitterato anche in Rampo, con la M.
Fu un grande ammiratore degli scrittori di gialli occidentali, specialmente di Edgar Allan Poe. Lo pseudonimo "Edogawa Ranpo" è infatti la trasposizione fonetica del nome di Poe. Altri autori che influenzarono particolarmente il suo lavoro furono Maurice Leblanc e Sir Arthur Conan Doyle, che provò a tradurre in giapponese durante i suoi studi presso l'Università di Waseda.

## Biografia
Tarō Hirai nacque a Nabari nel 1894, dove suo nonno fu samurai. La famiglia si trasferì nell'attuale Kameyama, e da lì a Nagoya, quando aveva due anni. Studiò economia all'Università di Waseda a partire dal 1912. Dopo la laurea in economia nel 1916, ebbe diversi impieghi: lavorò in una redazione di un giornale, fece il disegnatore di fumetti per riviste, vendette noodle per strada e fu commesso in un negozio di libri usati.
Il suo debutto letterario fu nel 1923, con la pubblicazione della storia poliziesca La moneta di rame da due sen, usando il nome d'arte di "Edogawa Ranpo". La storia apparve su Shin Seinen, una rivista scritta per lo più per un pubblico adolescente, che aveva già pubblicato storie di vari autori occidentali, come Poe, Conan Doyle e G. K. Chesterton, ma era la prima volta che pubblicava un brano di un autore giapponese. Quel che colpì i critici, riguardo a questo racconto, fu il modo in cui si concentrava sulla logica razionale usata per risolvere un mistero in una storia vicina alla cultura giapponese. Il racconto include una dettagliata descrizione di un complesso codice basato sia sulla formula buddista detta "nenbutsu", che sul Braille giapponese.
Nel corso degli anni seguenti, continuò a scrivere racconti incentrati su crimini e sui percorsi logici per risolvere i misteri. Fra questi racconti, ce ne sono molti oggi considerati classici della letteratura giapponese dell'inizio del '900: Il caso dell'omicidio sulla collina D., gennaio 1925, che parla di una donna uccisa durante un rapporto extraconiugale sadomaso; Il passeggiatore nella soffitta, agosto 1925, su un uomo che uccide il proprio vicino facendo colare del veleno nella sua bocca da un buco sul soffitto; e La sedia umana, ottobre 1925, su un uomo che si nasconde in una poltrona per provare la sensazione dei corpi distesi su di lui. Specchi, lenti e altri strumenti ottici appaiono in molti altri dei suoi primi lavori, come L'inferno degli specchi.
Morì per un'emorragia cerebrale a Ikebukuro il 28 luglio 1965 e fu sepolto nel cimitero di Tama.

## Opere
(parziale)

### Romanzi pubblicati in Italia
- Il mostro cieco, Milano, Marcos y Marcos, 1994 (Mōjū, 1931).
- La belva nell'ombra, Padova, Marsilio Editori, 2002 (Injū, 1928).
- La strana storia dell'Isola Panorama, a cura di Alberto Zanonato, Letteratura Universale Marsilio, Venezia, Marsilio 2019 (Panorama-tō Kidan, 1926).
- Il demone dai capelli bianchi, a cura di Diego Cucinelli, Roma, Elliot Edizioni, 2020 (Hakuhatsu-ki, 1932).
- La lucertola nera, a cura di Alessandro Tardito, Roma, Atmosphere libri, 2021 (ISBN 978-88-6564-382-2) (Kuro-tokage, 1934).
- La torre spettrale, Luni Editrice, 2022. (ISBN 978-8879848299) (Yūrei tō, 1936).
- Il vampiro, a cura di Alessandro Tardito, Roma, Atmosphere libri, 2023 (ISBN  9788865644140) (Kyūketsuki, 1930).
- Il demone dell'isola solitaria, a cura di Diego Cucinelli, Roma, Atmosphere libri, 2023 (ISBN  9788865644300) (Kotō no Oni, 1929-30).
- La maschera d'oro, a cura di Luca Domenichini, Roma, Atmosphere libri, 2025 (Ōgon-kamen, 1930).
- L'uomo ragno, a cura di Francesco José Vizzini, Roma, Atmosphere libri, 2025.
- Il mago, a cura di Diego Cucinelli, Roma, Atmosphere libri, 2025.

### Raccolte di racconti
- L'inferno degli specchi, Urania Collezione Arnoldo Mondadori Editore n° 99, aprile 2011.
- La poltrona umana e altri racconti, a cura di Francesco Vitucci, Roma, Atmosphere libri, 2018 (ISBN 978-88-6564-247-4).
- La danza del nano e altri racconti, a cura di Alessandro Tardito, Roma, Atmosphere libri, 2020 (ISBN 978-88-6564-345-7).
- Il bruco e altri racconti, a cura di Luca Domenichini, Roma, Atmosphere libri, 2024 (ISBN 978-88-6564-450-8).

## Filmografia
Film tratti dai suoi racconti (ordine cronologico inverso)
- Rampo jigoku (2005) - Titolo inglese: Rampo Noir
- Mōjū tai Issunbōshi (2001) (romanzo Issunbōshi and Mōjuu) - Titolo inglese: Blind Beast vs. Dwarf
- Sōseiji (1999) - Titolo inglese: Gemini
- D-Zaka no satsujin jiken (1998) - Titolo inglese: The D-Slope Murder Case
- Ningen isu (1997)
- Hito de nashi no koi (1995)
- Rampo (1994) - Titolo inglese: The Mystery of Rampo
- Edogawa Rampo monogatari: Yaneura no sanpo sha (1994) - Titolo inglese: A watcher in the Attic
- Edogawa Rampo gekijo: Oshie to tabisuru otoko (1994)
- Edogawa Rampo no injū (1977)
- Edogawa Rampo ryoki-kan: Yaneura no sanpo sha (1976) - Titolo inglese: Watcher in the Attic - Titolo italiano: La casa delle perversioni
- Mōjuu (1969) - Titolo inglese: Blind Beast
- Edogawa ranpo taizen: Kyofu kikei ningen (1969) - Titolo inglese: Horror of Deformerd Man - Titolo italiano: L'Orrore degli uomini deformi
- Kurotokage (1968) - Titolo inglese: Black Lizard
- Kurotokage (1962) - Titolo inglese: Black Lizard
- Shonen tanteidan: Teki wa genshisenkoutei (1959) - Titolo inglese: The Boy Detectives
- Shura zakura (1959)
- Kumo-otoko (1958)
- Shonen tanteidan: Kubinashi-otoko (1958)
- Shonen tanteidan: Tomei kaijin (1958)
- Shonen tanteidan: Kabutomushi no yoki (1957)
- Shonen tanteidan: Nijumenso no fukushu (1957)
- Shonen tanteidan: Tetto no kaijin (1957) - Titolo inglese: 20 Faces
- Shonen tanteidan: Yako no majin (1957)
- Shi no jūjiro (1956)
- Shonen tanteidan: Nijumenso no akuma (1956) - Titolo inglese: Boy Detectives Vs Evil 20 Faces
- Shonen tanteidan: Yokai hakase (1956) - Titolo inglese: Boy Detectives Vs Dr. Diabolic
- Issun-boshi (1955)
- Kaijin nijumenso (1954)
- Issun-boshi (1948)
- Issun-boshi (1927)